# Premis Oscar de 1981
Els Premis Oscar de 1981 (en anglès: 54th Academy Awards) foren presentats el 29 de març de 1982 en una cerimònia realitzada al Dorothy Chandler Pavilion de Los Angeles.
En aquesta edició actuà de presentador, per quarta vegada, Johnny Carson.

## Curiositats
Les pel·lícula més nominada de la nit fou Rojos de Warren Beatty amb dotze nominacions, si bé finalment guanyà tres premis: director, actriu secundària (Maureen Stapleton) i fotografia. Per sorpresa la guanyadora a millor pel·lícula fou la britànica Carros de foc de Hugh Hudson, que amb set nominacions finalment guanyà quatre premis, sent la producció més guardonada de la nit. La victòria d'aquesta producció britànica fou la primera d'aquest país en tretze anys amb la victòria d'Oliver! el 1968.
Aquesta fou la segona vegada a la història, des de 1967, que tres pel·lícules diferents aconseguiren nominacions en les cinc principals categories (pel·lícula, director, actor, actriu i guió) Rojos de Warren Beatty, On Golden Pond de Mark Rydell i Atlantic City de Louis Malle, si bé cap d'elles guanyà el premi a millor pel·lícula.
Henry Fonda aconseguí guanyar el seu únic Oscar competitiu de la seva carrera, i als 76 anys es convertí en l'actor de més edat en guanyar un premi al millor actor, i marcà un rècord de temporalitat amb la seva única nominació anterior (El raïm de la ira) de 41 anys. Per la seva banda Katherine Hepburn guanyà el seu quart Oscar a millor actriu, convertint-se en l'actriu més guardonada de la història dels premis.
En aquesta edició s'introduí l'Oscar al millor maquillatge i el Premi Gordon E. Sawyer.

## Premis
| Millor pel·lícula | Millor direcció |
| --- | --- |
| - Carros de foc (David Puttnam per Allied Stars Ltd) - Atlantic City (Denis Héroux per Selta Films) - On Golden Pond (Bruce Gilbert per ITC Entertainment) - A la recerca de l'arca perduda (Frank Marshall per Lucasfilm Ltd.) - Rojos (Warren Beatty per Barclays Mercantile Industrial Finance)                                                                               | - Warren Beatty per Rojos - Louis Malle per Atlantic City - Hugh Hudson per Carros de foc - Mark Rydell per On Golden Pond - Steven Spielberg per A la recerca de l'arca perduda |
| Millor actor | Millor actriu |
| - Henry Fonda per On Golden Pond - Warren Beatty per Rojos - Burt Lancaster per Atlantic City - Dudley Moore per Arthur, el solter d'or - Paul Newman per Sense malícia | - Katharine Hepburn per On Golden Pond - Diane Keaton per Rojos - Marsha Mason per Only When I Laugh - Susan Sarandon per Atlantic City - Meryl Streep per La dona del tinent francès |
| Millor actor secundari | Millor actriu secundària |
| - John Gielgud per Arthur, el solter d'or - James Coco per Only When I Laugh - Ian Holm per Carros de foc - Jack Nicholson per Rojos - Howard E. Rollins, Jr. per Ragtime | - Maureen Stapleton per Rojos - Melinda Dillon per Sense malícia - Jane Fonda per On Golden Pond - Joan Hackett per Only When I Laugh - Elizabeth McGovern per Ragtime |
| Millor guió original | Millor guió adaptat |
| - Colin Welland per Carros de foc - Steve Gordon per Arthur, el solter d'or - John Guare per Atlantic City - Warren Beatty i Trevor Griffiths per Rojos - Kurt Luedtke per Sense malícia | - Ernest Thompson per On Golden Pond - Harold Pinter per La dona del tinent francès - Dennis Potter per Diners caiguts del cel - Jay Presson Allen i Sidney Lumet per El príncep de la ciutat - Michael Weller per Ragtime |
| Millor pel·lícula de parla no anglesa | Millor fotografia |
| - Mephisto d'István Szabó (Hongria) - Das Boot ist voll de Markus Imhoof (Suïssa) - Człowiek z żelaza d'Andrzej Wajda (Polònia) - Doro no kawa de Kōhei Oguri (Japó) - Tre fratelli de Francesco Rosi (Itàlia) | - Vittorio Storaro per Rojos - Alex Thomson per Excàlibur (pel·lícula) - Billy Williams per On Golden Pond - Miroslav Ondříček per Ragtime - Douglas Slocombe per A la recerca de l'arca perduda |
| Millor banda sonora | Millor cançó original |
| - Vangelis per Carros de foc - Alex North per Dragonslayer - Dave Grusin per On Golden Pond - Randy Newman per Ragtime - John Williams per A la recerca de l'arca perduda | - Burt Bacharach, Carole Bayer Sager, Christopher Cross i Peter Allen (música i lletra) per Arthur, el solter d'or ("Arthur's Theme (Best That You Can Do)") - Lionel Richie (música i lletra) per Endless Love ("Endless Love") - Joe Raposo (música i lletra) per The Great Muppet Caper ("The First Time It Happens") - Bill Conti (música); Mick Leeson (lletra) per Només per als teus ulls ("For Your Eyes Only") - Randy Newman (música i lletra) per Ragtime ("One More Hour") |
| Millor direcció artística | Millor vestuari |
| - Norman Reynolds i Leslie Dilley; Michael Ford per A la recerca de l'arca perduda - Assheton Gorton; Ann Mollo per La dona del tinent francès - Tambi Larsen; Jim Berkey per La porta del cel - John Graysmark, Patrizia Von Brandenstein i Anthony Reading; George de Titta, Sr., George de Titta, Jr. i Peter Howitt per Ragtime - Richard Sylbert; Michael Seirton per Rojos | - Milena Canonero per Carros de foc - Tom Rand per La dona del tinent francès - Bob Mackie per Diners caiguts del cel - Anna Hill Johnstone per Ragtime - Shirley Ann Russell per Rojos |
| Millor muntatge | Millor so |
| - Michael Kahn per A la recerca de l'arca perduda - Terry Rawlings per Carros de foc - John Bloom per La dona del tinent francès - Robert L. Wolfe per On Golden Pond - Dede Allen i Craig McKay per Rojos | - Bill Varney, Steve Maslow, Gregg Landaker i Roy Charman per A la recerca de l'arca perduda - John Wilkinson, Robert W. Glass, Jr., Robert Thirlwell i Robin Gregory per Atmosfera zero - Richard Portman i David M. Ronne per On Golden Pond - Michael J. Kohut, Jay M. Harding, Richard Tyler i Al Overton, Jr. per Diners caiguts del cel - Dick Vorisek, Tom Fleischman i Simon Kaye per Rojos                                                                                    |
| Millors efectes visuals | Millor maquillatge |
| - Richard Edlund, Kit West, Bruce Nicholson i Joe Johnston per A la recerca de l'arca perduda - Dennis Muren, Phil Tippett, Ken Ralston i Brian Johnson per Dragonslayer | - Rick Baker per An American Werewolf in London - Stan Winston per Heartbeeps |
| Millor documental | Millor curtmetratge documental |
| - Genocide d'Arnold Schwartzman i Marvin Hier - Against Wind and Tide: A Cuban Odyssey de Suzanne Bauman, Paul Neshamkin i Jim Burroughs - Brooklyn Bridge de Ken Burns - Eight Minutes to Midnight: A Portrait of Dr. Helen Caldicott de Mary Benjamin, Susanne Simpson i Boyd Estus - El Salvador: Another Vietnam de Glenn Silber i Tete Vasconcellos                         | - Close Harmony de Nigel Noble - Americas in Transition de Obie Benz - Journey for Survival de Dick Young - See What I Say de Linda Chapman, Pam LeBlanc i Freddi Stevens - Urge to Build de Roland Hallé i John Hoover |
| Millor curtmetratge | Millor curtmetratge d'animació |
| - Violet de Paul Kemp and Shelley Levinson - Couples and Robbers de Christine Oestreicher - First Winter de John N. Smith | - Crac de Frédéric Back - The Creation de Will Vinton - The Tender Tale of Cinderella Penguin de Janet Perlman |

## Oscar Especial

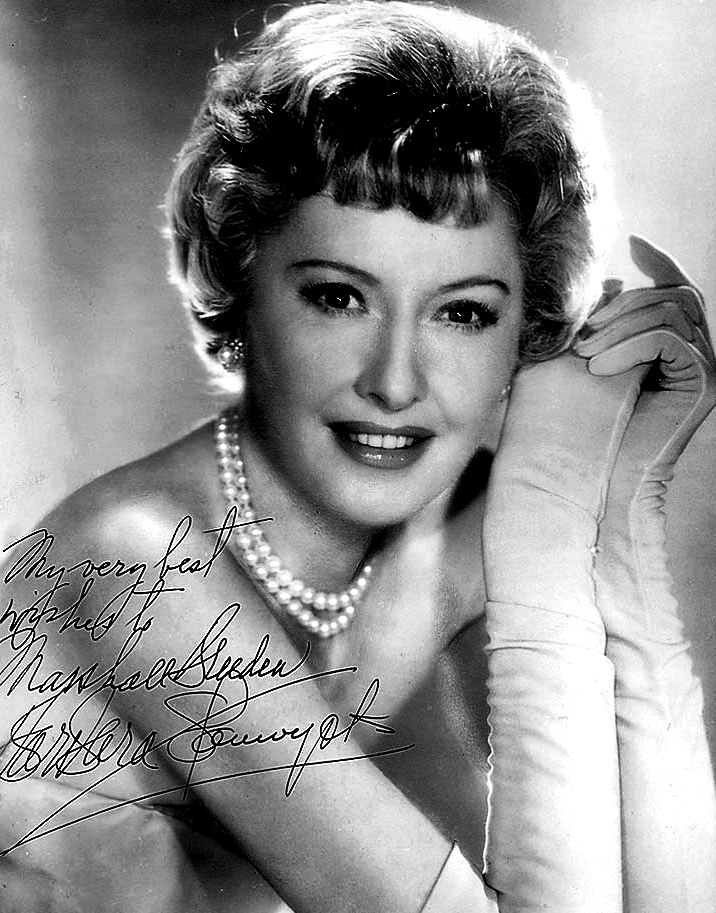
Barbara Stanwyck vers el 1950

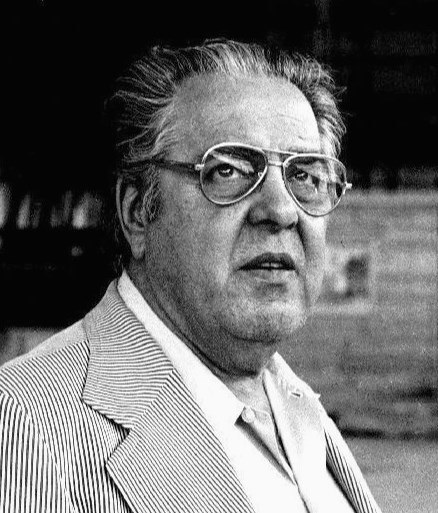
Albert R. Broccoli el 1976

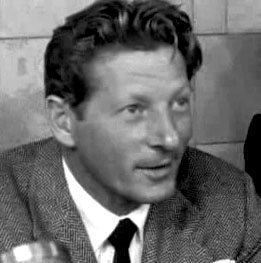
Danny Kaye el 1955

- Ben Burtt i Richard L. Anderson per A la recerca de l'arca perduda (pels efectes sonors)

## Premi Honorífic
- Barbara Stanwyck - per la creativitat superlativa i contribució única a l'art de la pantalla. [estatueta]

## Premi Irving G. Thalberg
- Albert R. Broccoli

## Premi Humanitari Jean Hersholt
- Danny Kaye

## Premi Gordon E. Sawyer
- Joseph B. Walker

## Presentadors
| Nom                                |                                       |
| ---------------------------------- | ------------------------------------- |
| Hank Simms                         | Anunciador dels premis                |
| Fay Kanin (president AMPAS)        | Obertura i benvinguda                 |
| Timothy Hutton                     | Millor actriu secundària              |
| Karen Allen Howard Rollins         | Millor direcció artística             |
| Kim Hunter Vincent Price           | Millor maquillatge                    |
| Roger Moore                        | Premi Irving G. Thalberg              |
| William Hurt Kathleen Turner       | Millor música                         |
| Morgan Fairchild Robert Hays       | Millor vestuari                       |
| Dan Aykroyd                        | Millors efectes visuals               |
| Richard Benjamin Paula Prentiss    | Millor documentals                    |
| Paul Williams Debra Winger         | Millor curtmetratges                  |
| Chevy Chase Rachel Ward            | Millor fotografia                     |
| John Travolta                      | Premi Honorífic a Barbara Stanwyck    |
| Christopher Atkins Kristy McNichol | Millo so                              |
| Ornella Muti Jack Valenti          | Millor pel·lícula de parla no anglesa |
| Ursula Andress Harry Hamlin        | Millor muntatge                       |
| Bette Midler                       | Millor cançó                          |
| Gregory Peck                       | PremuI Humanitari Jean Hersholt       |
| Carol Burnett Joel Grey            | Millor actor secundari                |
| Jack Lemmon Walter Matthau         | Millor direcció                       |
| Jerzy Kosiński                     | Millor guió original i adaptat        |
| Sissy Spacek                       | Millor actor                          |
| Jon Voight                         | Millor actriu                         |
| Loretta Young                      | Millor pel·lícula                     |

### Actuacions
| Nom                                          | Paper                        | Peça |
| -------------------------------------------- | ---------------------------- | --- |
| Bill Conti                                   | Arranjador musical Conductor | Orquestra |
| Kermit the Frog Miss Piggy                   | Interpreten                  | “The First Time It Happens” de The Great Muppet Caper |
| Sheena Easton Richard Kiel Harold Sakata     | Interpreten                  | "For Your Eyes Only" de Només per als teus ulls |
| Liberace                                     | Interpreta                   | Popurri de cançons nominades |
| Lionel Richie Diana Ross                     | Interpreten                  | "Endless Love" de Endless Love |
| John Schneider                               | Interpreta                   | "One More Hour" de Ragtime |
| Debbie Allen Gregory Hines Cor de l'Acadèmia | Interpreten                  | "Lullaby of Broadway" "The Gold Diggers' Song (We're in the Money)" "You're Getting to Be a Habit with Me" "You Must Have Been a Beautiful Baby" "I Found a Million Dollar Baby (in a Five and Ten Cent Store)" "She's a Latin from Manhattan" "I, Yi, Yi, Yi, Yi (I Like You Very Much)" "Chattanooga Choo Choo" "On the Atchison, Topeka and the Santa Fe" "You'll Never Know" "I'll String Along with You" "Shuffle Off to Buffalo" "Lulu's Back in Town" "Jeepers Creepers" "Nagasaki" "There Will Never Be Another You" "Forty-Second Street" |
| Christopher Cross                            | Interpreta                   | Arthur's Theme (Best That You Can Do)" from Arthur, el solter d'or |
| Cor de l'Acadèmia                            | Interpreta                   | “That's Entertainment!” |

## Múltiples nominacions i premis
| Les següents pel·lícules van rebre diverses nominacions: - 12 nominacions: Rojos - 10 nominacions: On Golden Pond - 8 nominacions: Ragtime i A la recerca de l'arca perduda - 7 nominacions: Carros de foc - 5 nominacions: Atlantic City i La dona del tinent francès - 4 nominacions: Arthur, el solter d'or - 3 nominacions: Only When I Laugh, Pennies from Heaven i Sense malícia - 2 nominacions: Dragonslayer | Les següents pel·lícules van rebre més d'un premi: - 4 premis: Carros de foc i A la recerca de l'arca perduda - 3 premis: On Golden Pond i Rojos - 2 premis: Arthur, el solter d'or |